# Fredrik Teern
Fredrik Teern, född 28 september 1988 i Kungsbacka, är en svensk handbollsspelare (vänsternia/mittsexa/försvararsspecialist).

## Klubbar
- HK Aranäs (–2013)
- Alingsås HK (2013–2020, 2021)
- Önnereds HK (2021–2022)
- Redbergslids IK (2022)
- Önnereds HK (2024–)

## Meriter
- Svensk mästare 2014 med Alingsås HK
- Årets försvarsspelare i Handbollsligan två gånger: 2019 och 2020